# L'Arracheuse de dents
L’Arracheuse de dents est un roman de Franz-Olivier Giesbert publié en 2016.